# Восья (река)
Восья — река в России, протекает по Грязовецкому району Вологодской области. Устье реки находится в 42 км от устья Монзы по левому берегу, у деревни Восья. Длина реки — 33 км, площадь водосборного бассейна — 178 км².

## Данные водного реестра
По данным государственного водного реестра России относится к Верхневолжскому бассейновому округу, водохозяйственный участок реки — Кострома от истока до водомерного поста у деревни Исады, речной подбассейн реки — Волга ниже Рыбинского водохранилища до впадения Оки. Речной бассейн реки — (Верхняя) Волга до Куйбышевского водохранилища (без бассейна Оки).
Код объекта в государственном водном реестре — 08010300112110000012069.